# Baron Corbin
Baron Corbin (bürgerlich Thomas Pestock; geboren am 13. September 1984 in Lenexa, Kansas), auch King Corbin, ist ein US-amerikanischer Wrestler sowie ehemaliger Amateurboxer und American-Football-Spieler. Er steht zurzeit bei der WWE Marke NXT unter Vertrag, wo er derzeit eine Hälfte der NXT Tag Team Champions, mit Bron Breakker ist. Sein bisher größter Erfolg ist der Erhalt der WWE United States Championship.
Nach seiner Laufbahn im American Football, während der er bei den Indianapolis Colts und den Arizona Cardinals unter Vertrag stand, wechselte er im Jahr 2012 zu der Wrestling-Promotion WWE. Nach vier Jahren bei der Development-Liga NXT stieg er 2016 bei WrestleMania 32 in den Hauptkader der WWE auf und gewann die André the Giant Memorial Battle Royal. Dem Sieg im Money-in-the-Bank-Ladder-Match 2017 folgte gegen Ende desselben Jahres der erstmalige Erhalt der WWE United States Championship. Das Powerhouse fungierte 2018 im Rahmen einer Storyline kurzzeitig als General Manager der wöchentlich ausgestrahlten Show SmackDown, bei der er nach wie vor auftritt. Im September 2019 gewann er das Turnier King of the Ring.

## Sportlicher Hintergrund
Der sportliche Hintergrund von Thomas Pestock liegt im Boxen sowie im American Football. Im College spielte er Football für die Northwest Missouri State University. Nach der Nichtberücksichtigung im NFL Draft 2009 wurde er von den Indianapolis Colts unter Vertrag genommen. Anfang des Jahres 2010 wechselte er zu den Arizona Cardinals. Diese verließ er 2011, ohne ein einziges Spiel in der National Football League absolviert zu haben. Er nahm jedoch an einigen Preseason-Spielen teil.

## Laufbahn im Wrestling
Im Jahr 2012 unterzeichnete Pestock einen Vertrag bei WWE. Sein erstes Match bestritt er am 18. Oktober 2012 im Rahmen einer Houseshow der Development-Liga NXT unter dem Ringnamen Baron Corbin und musste gegen Dante Dash verlieren. Das Debüt für die Fernsehshow von NXT folgte am 2. Mai 2013 mit einer Niederlage in einem Singles-Match gegen Damien Sandow, die Ausstrahlung erfolgte am 8. Mai 2013. Am gleichen Abend trat er in einer Battle Royal an, deren Sieger Bo Dallas zum Herausforderer auf die NXT Championship erklärt wurde. Dieses Match wurde am 29. Mai 2013 ausgestrahlt. In der Folgezeit trat Pestock in einigen Matches bei Houseshows sowie in Dark Matches an, ehe er am 11. September 2014 bei NXT TakeOver: Fatal 4-Way seinen Kontrahenten CJ Parker besiegen durfte. Es folgten für Pestock erfolgreiche Fehden gegen Tye Dillinger, Bull Dempsey und Rhyno. Am 22. August 2015 musste er bei NXT TakeOver: Brooklyn seine erste größere Niederlage gegen Samoa Joe einstecken. Anschließend bildete er gemeinsam mit Rhyno ein Tag Team im zum ersten Mal ausgetragenen Dusty Rhodes Tag Team Classic. Das Team durfte bis in das Finale bei NXT TakeOver: Respect vordringen, in dem es Finn Bálor und Samoa Joe unterliegen musste. Seine letzte Fehde im NXT-Kader führte zu einem Match gegen Austin Aries, das er im Rahmen von NXT TakeOver: Dallas am 1. April 2016 verlieren musste.
Zwei Tage später gab er bei WrestleMania 32 sein Debüt im Hauptkader und durfte sogleich die zum dritten Mal ausgetragene André the Giant Memorial Battle Royal für sich entscheiden. Damit stellte er sich in eine Reihe mit den vorherigen Siegern Antonio Cesaro und Big Show. Am darauffolgenden Tag bestritt er sein erstes Match bei Raw gegen Dolph Ziggler, das durch Double Count-out endete. Es folgte ein längeres, weitere Matches umfassendes Fehdenprogramm gegen Dolph Ziggler. Nach einer Niederlage für Pestock in der Pre-Show des Pay-per-Views Payback, durfte er das zweite Match in der Pre-Show von Extreme Rules für sich entscheiden. Auch bei Money in the Bank am 19. Juni 2016 durfte er Dolph Ziggler besiegen.
Durch den WWE Draft am 19. Juli 2016 wurde Pestock Teil von SmackDown Live. Er wurde an 19. Position ausgewählt. Im weiteren Verlauf des Jahres fehdete er jeweils erfolgreich gegen Apollo Crews, Jack Swagger und Kalisto. Bei SmackDown Live am 27. Dezember 2016 gegen Titelträger AJ Styles und seinen alten Rivalen Dolph Ziggler sowie bei Elimination Chamber am 12. Februar 2017 gegen AJ Styles, Bray Wyatt, Dean Ambrose, den neuen Champion John Cena und The Miz trat er um die WWE Championship an, durfte den Titel jedoch jeweils nicht gewinnen. In dem letzteren Match wurde durch ein Angle mit Dean Ambrose, zugleich Träger der WWE Intercontinental Championship, eine Fehde gegen diesen eingeleitet, die mit einem Aufeinandertreffen der beiden um den Titel bei WrestleMania 33 endete. Pestock musste auch dieses Match verlieren. Am 18. Juni 2017 durfte er bei Money in the Bank das Money-in-the-Bank-Ladder-Match gegen AJ Styles, Dolph Ziggler, Kevin Owens, Sami Zayn und Shinsuke Nakamura gewinnen. Dieser Sieg garantierte ihm laut Storyline ein Match um die WWE Championship oder die WWE Universal Championship zu einem Zeitpunkt seiner Wahl innerhalb der nächsten zwölf Monate. Nach 58 Tagen musste er diese Möglichkeit in der SmackDown-Live-Ausgabe vom 15. August 2017 erfolglos gegen WWE Champion Jinder Mahal einlösen. Er war damit der dritte Wrestler nach John Cena und Damien Sandow, der diese Chance ungenutzt lassen musste. Fünf Tage später steckte er beim SummerSlam eine weitere Niederlage gegen John Cena ein. Am 8. Oktober 2017 erhielt er bei Hell in a Cell die WWE United States Championship von AJ Styles. Dabei handelte es sich um ein Triple-Threat-Match, in dem auch Tye Dillinger beteiligt war. Nach einem kurzen Programm um den Titel gegen Sin Cara, gab er ihn bei Clash of Champions an Dolph Ziggler ab. Auch hierbei handelte es sich um ein Triple-Threat-Match, dieses Mal mit Bobby Roode als drittem Teilnehmer. Bei Fastlane am 11. März 2018 nahm er ohne Erfolg an einem Six-Pack-Challenge-Match um die WWE Championship gegen Titelträger AJ Styles, Dolph Ziggler, John Cena, Kevin Owens und Sami Zayn teil. Bei WrestleMania 34 nahm er zum zweiten Mal an der André the Giant Memorial Battle Royal teil.
Durch den Superstar Shake-up wechselte Pestock am 16. April 2018 von SmackDown Live zu Raw. Im Verlauf des Jahres 2018 fungierte er im Rahmen der Storyline temporär als General Manager von Raw und löste damit Kurt Angle ab. Am 16. Dezember 2018 musste er bei der Großveranstaltung TLC: Tables, Ladders & Chairs ein Match gegen Braun Strowman verlieren. Mit dieser Niederlage wurde Pestocks Herauslösung aus der Rolle des General Managers erklärt. Auf dem Weg zu einem Match bei WrestleMania 35 fehdete er gegen seinen Vorgänger Kurt Angle, den er bei der Veranstaltung besiegen durfte. Für Kurt Angle war dies das letzte Match seiner Laufbahn. Das Money in the Bank Ladder Match bei der gleichnamigen Veranstaltung am 19. Mai 2019 gegen Ali, Andrade, Sieger Brock Lesnar, Drew McIntyre, Finn Bálor, Randy Orton und Ricochet durfte er nicht gewinnen. Bei der Raw-Ausgabe vom 27. Mai 2019 durfte Corbin ein Fatal-Four-Way-Elimination-Match gegen Bobby Lashley, Braun Strowman und The Miz gewinnen und sich somit einen Titelkampf um die WWE Universal Championship gegen Seth Rollins beim Super ShowDown am 7. Juni 2019 in Saudi-Arabien sichern. Diesen musste er verlieren. Auch in einem weiteren Match gegen Seth Rollins bei Stomping Grounds am 23. Juni 2019 musste er eine Niederlage einstecken. Am 14. Juli 2019 endete die Fehde bei Extreme Rules mit einer endgültigen Niederlage für Pestock: Gemeinsam mit Lacey Evans musste er Seth Rollins und dessen Partnerin Becky Lynch in einem Mixed-Tag-Team-Match, in dem auch die WWE Raw Women’s Championship von Becky Lynch auf dem Spiel stand, unterliegen. Ab August nahm er an dem Turnier King of the Ring teil, dessen Finale er in der Raw-Ausgabe vom 16. September 2019 gegen Chad Gable gewinnen und sich damit die gleichnamige Auszeichnung sichern durfte. Aus diesem Grund wurde er einige Zeit lang in Anlehnung an seinen Ringnamen als King Corbin angekündigt. Im Rahmen des WWE Drafts wechselte Corbin am 14. Oktober 2019 von Raw zu SmackDown. Am 24. November 2019 bestritt er bei WWE Survivor Series zusammen mit Braun Strowman, Roman Reigns, Mustafa Ali und Shorty G. ein Traditional Survivor Series Elimination Match gegen Drew McIntyre, Ricochet, Seth Rollins, Randy Orton, Kevin Owens, Damian Priest, Matt Riddle, Keith Lee, WALTER und Tommaso Ciampa. Dieses Match gewann er. Am 15. Dezember 2019 bestritt Corbin bei WWE Tables, Ladders & Chairs ein Tables, Ladders & Chairs Match gegen Roman Reigns, dies gewann er.
Am 27. August 2021 wurde sein Name in Happy Corbin geändert. Am 24. September 2021 gründete er mit Madcap Moss ein Team. Bei der SmackDown-Ausgabe vom 22. April 2022 erfolgte die Trennung des Stables, nachdem er Moss attackierte. Dies führte zu einem Match bei WrestleMania Backlash (2022) am 8. Mai 2022, dieses verlor er. Am 5. Juni 2022 bestritt er bei Hell In A Cell (2022) ein No-Holds-Barred-Match gegen Moss, das Match verlor er. Im Oktober 2022 wechselte er ins RAW-Roster, änderte seinen Namen wieder auf Baron Corbin und bekam JBL als Kayfabe-Manager zur Seite gestellt. Dieser wendete sich bereits nach wenigen Wochen wieder von ihm ab, seither ist Corbin laut Storyline vom Pech verfolgt und verlor fast jedes Match, bei dem er antrat. Seit Mitte 2023 ist er ein sogenannter Free Agent, der in allen WWE-Shows auftreten darf.

## Austritt aus der WWE (2025)
Am 31. Dezember 2024 lief Corbins Vertrag mit der WWE regulär aus. Am 1. Januar 2025 bestätigte er über Twitter/X offiziell, dass er kein Mitglied des WWE-Rosters mehr sei. Corbin stellte klar, dass er nicht entlassen wurde, sondern das Unternehmen nach dem regulären Ende seines Vertragsverhältnisses verließ.

## Titel und Auszeichnungen

### Titel
- 2024 Dusty Rhodes Tag Team Classic (mit Bron Breakker)
- 1× NXT Tag Team Championship (mit Bron Breakker)
- 1× WWE United States Championship
- Men's Money in the Bank (2017)

### Auszeichnungen
- 2015: Most Improved (Wrestling Observer Newsletter)
- 2015: Platz 86 im PWI 500 (Pro Wrestling Illustrated)
- 2016: Sieger der dritten André the Giant Memorial Battle Royal bei WrestleMania 32 (WWE)
- 2016: Most Metal Athlete (Revolver)
- 2016: Platz 53 im PWI 500 (Pro Wrestling Illustrated)
- 2017: Sieger des Money-in-the-Bank-Ladder-Matches bei Money in the Bank (WWE)
- 2017: Platz 49 im PWI 500 (Pro Wrestling Illustrated)
- 2018: Platz 56 im PWI 500 (Pro Wrestling Illustrated)
- 2019: Sieger des 21. King-of-the-Ring-Turniers (WWE)
- 2020: Platz 41 im PWI 500 (Pro Wrestling Illustrated)

## Sonstiges
Pestock gilt bezüglich seines Stils im Wrestlingring als Powerhouse, also als Wrestler, der vor allem aufgrund seiner körperlichen Kraft auffällt. Sein Finishing Move ist ein modifizierter Lifting Reverse STO, der in Anspielung auf sein Gimmick als End of Days bezeichnet wird. Als Signature Move nutzt er ferner den Deep Six, einen Spinning Belly-to-Back Suplex. Häufig genutzte Moves Pestocks sind beispielsweise außerdem ein Northern Lariat, ein Big Boot, ein Side Slam und ein Chokeslam Backbreaker.
2018 arbeitete er abseits der Shows mit Paul Heyman zusammen, um seine Fähigkeiten bei Promos zu verbessern.